# Slaget vid Sankt Gotthard
Slaget vid Sankt Gotthard ägde rum den 1 augusti 1664 i Szentgotthárd, västra Ungern. Striden stod mellan en allierad, europeisk-österrikisk Habsburg-armé ledd av österrikaren Raimondo Montecuccoli, mot en turkisk armé ledd av Ahmed Köprülü.  

## Förberedelser
Den osmanska dominansen i Centraleuropa började efter slaget vid Mohács år 1526, vilket resulterade i en stor erövring av Ungern. Det var Süleyman den store som lyckades med detta. Mindre delar av norra Ungern hölls under beskydd av Österrike. Trots att osmanska riket hade fått en del nedgångar efter Süleyman den stores död hade familjen Köprülü en önskan om att krossa Hapsburgarna en gång för alla. De blev ännu aggressivare när Habsburgarna stöttade de transsylvanska rebellerna, som var mot det turkiska styret.  
År 1658 erövrade den transsylvanska prinsen George Rákóczy II Polen med sina svenska allierade under det Andra Norra Kriget. Kriget började bra, men han besegrades, och flydde tillbaka till Transsylvanien. Sedan kom nyheten att han planerade krig mot Osmanska riket. Det tog inte lång tid förrän den turkiske storviziren Mehmed Köprülü erövrade Transsylvanien med en liten armé. I och med den turkiska erövringen flydde den nye transsylvanska prinsen Janos Kemény till Wien, och fick stöd av Österrike.
Kejsaren Leopold I blev bedrövad över nyheterna att Transsylvanien erövrats av turkarna. Han sände Raimondo Montecuccoli till Ungern med en stor armé. Turkarna fortsatte med en total erövring av Transsylvanien och samlade sedan ihop sin illa tilltygade armé. Leopold I vågade inte möta turkarna ensam, och sökte allierat stöd år 1663.  

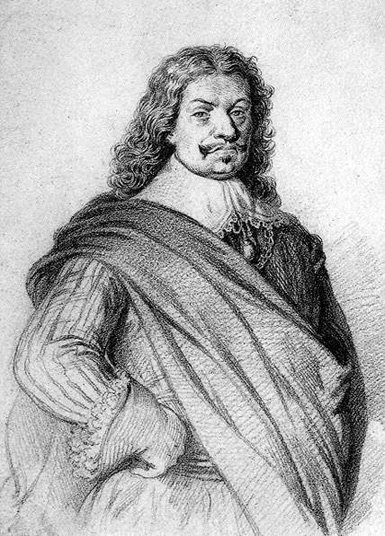
Raimondo Montecuccoli

## Allierad insats
Österrikarna lyckades få stöd av kristna och europeiska arméer. Rhenförbundet, ett tysk-franskt militärt förbund, kom överens med österrikarna att skicka 30 000 vältränade soldater under ledning av den franske Greven Coligny och prins Johann Philipp av Mainz. Det Tysk-Romerska riket och Frankrike ställde även upp med arméer. I januari 1664 skapades till sist en europeisk armé på 80 000 vältränade soldater. Turkarna förklarade krig i april år 1663, men de dröjde med att verkställa sina invasionsplaner.

## Slaget

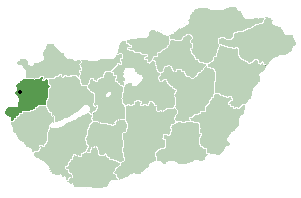
Vasprovinsen

Den turkiska invasionen började våren 1664. Turkarnas försenade krigsplaner gynnade österrikarna, eftersom Montecuccolis allierade då hann anlända i tid. I juli 1664 satte den europeiska armén igång marschen mot Rábafloden, som hindrade turkarna. Om de skulle korsa floden skulle Wien och Graz hotas rejält. Montecuccoli gensköt de turkiska trupperna, men floden gjorde en effektiv insats omöjlig. Den 1 augusti 1664 kom turkarna till Saint Gotthard-klostret, och krossade de kristna soldaterna. Montecuccoli insåg att turkarna var väldigt starka. Han övertalade därför Coligny och Leopold Wilhelm att samla ihop alla sina arméer och anfalla de turkiska trupperna, som höll på att omorganiseras i en skog i närheten. Turkarna var inte beredda på ett sådant anfall, men de var mycket aggressiva efter föregående strider, vilket gjorde att de lyckades hålla sin plats. Den turkiska armén (inte mer än 10 000) krossade den första vågen av soldater (20 000-30 000 vältränade infanterister). Men den andra vågen (vilket nästan var hela armén) omringade de turkiska trupperna, och den österrikisk-europeiska alliansen segrade. Ahmed Köprülü tillfångatogs, bland sina 200 resterande soldater. Han lyckades fly,  men kunde inte rädda sina resterande trupper trots försök. 
Förlusterna var höga på den österrikisk-europeiska sidan, 30 000-40 000 dödades eller sårades. De flesta förlusterna skedde inom elittrupperna. Segern medförde många döda, trots att de kristna soldaterna rent numerärt var helt överlägsna turkarna.

## Efterspel
Fastän många i Europa väntade sig att Österrike skulle befria Ungern från Osmanska riket övergav Leopold fälttåget. Många kritiserade honom för detta. Han, liksom många andra, vågade inte befria Ungern från osmanskt styre. Leopold märkte även att franska officerare började fraternisera med maygar-adeln, och uppmuntrade dem till rebellism mot österrikiskt styre. Någon ungersk befrielse från turkiskt styre kom inte på fråga. 
Leopold var alltid mer intresserad av konflikter mot Frankrike än mot osmanerna, därför signerade han, förnedrande, freden av Vasvar. Slaget vid Saint Gotthard är fortfarande magnifikt, eftersom det hindrade turkiska invasioner i Österrike, vilket skulle ha lett till förödande resultat för både Österrike, och Europa. Österrike (även hela Europa) behövde 20 års stillestånd för att försvara sig mot ständiga osmanska attacker.  
- Wikimedia Commons har media som rör Slaget vid Saint Gotthard.